# Eelco Schattorie
Eelco Schattorie (Swalmen, 18 december 1971) is een Nederlands voetbaltrainer.

## Loopbaan als voetballer
Schattorie werd op twaalfjarige leeftijd ontdekt door Fortuna Sittard waar hij tot zijn achttiende speelde. Vervolgens speelde hij nog als amateur en semiprof respectievelijk voor RFC Roermond en het Belgische Looi Sport.

## Trainer

### VVV
Schattorie begon zijn professionele trainerscarrière in 1990 bij VVV-Venlo waar hij verschillende functies bekleedde binnen de jeugdopleiding en vanaf het seizoen 1993-1994 als assistent-trainer van het eerste elftal fungeerde. In het seizoen 1995-1996 moest Schattorie na het vertrek van hoofdtrainer Jan Versleijen naar het Japanse JEF United tijdelijk fungeren als interim-coach. In vier duels als eindverantwoordelijke bleef Schattorie ongeslagen met de Venlose eerstedivisionist die onder zijn hoede twee keer won en twee keer gelijk speelde.
In 1998 slaagde Schattorie voor het hoogste trainersdiploma Coach Betaald Voetbal. Op dat moment met 28 jaar de jongste trainer die dit wist realiseren.

### Assistent in Midden-Oosten
In 2002 vertrok Schattorie bij VVV om in het Midden-Oosten aan de slag te gaan. De daaropvolgende vier jaar werd Schattorie opnieuw de assistent van Versleijen bij drie verschillende club: Al-Jazira Club, Al-Ettifaq (twee periodes) en Al-Shaab Club. Naast zijn functie als rechterhand van Versleijen was hij in zijn periodes bij Al Jazira en Al Ettifag respectievelijk verantwoordelijk voor de Onder 18 en de Onder 21.

### Hoofdtrainer
Voordat hij aan de slag ging als hoofdtrainer werkte hij in het seizoen 2006/07 nog als Hoofd Opleidingen van het Omaanse Masqat FC. Daarna was hij eindverantwoordelijke bij Al Riffa (2007/08), Muscat FC, Fanja SC (2009/10), Khaleej FC (2010/11), Red Bull Ghana (2011/12), Prayag United Sports Club (2012/14) en Kingfisher Club in India (2015) en Al-Ettifaq (2016, a.i.).
Op 1 maart 2017 keerde hij kortstondig terug bij het Saudische Al-Ettifaq als hoofdtrainer en behoedde de club voor degradatie. In januari 2018 werd hij in India assistent-trainer bij NorthEast United FC. In augustus van dat jaar volgde hij Avram Grant op als hoofdtrainer. Met de club plaatste hij zich in het seizoen 2018/19 voor de play-offs. In mei 2019 werd hij aangesteld als hoofdtrainer bij Kerala Blasters. In april 2020 verliet hij de club. Van oktober tot december 2021 was hij in Oman trainer van Al-Seeb.

### Prijzenkast[bron?]
- Saoedi Arabië-Al Ettifaq
- Dammam Cup
- Prince Faisal Cup
- India-United Sports Club
- India Cup

Persoonlijk
- 2012-2013: IFF Manager van het jaar